# Marek Suchý
Marek Suchý (* 29. března 1988 Praha) je český profesionální fotbalista, který hraje na pozici středního obránce za český klub SK Slavia Praha „B“. Mezi lety 2010 a 2019 odehrál také 44 zápasů v dresu české reprezentace, ve kterých vstřelil 1 branku. Od roku 2016 byl reprezentačním kapitánem.
Mimo Česko působil na klubové úrovni v Rusku, Německu a Švýcarsku.

## Klubová kariéra
Svoji fotbalovou kariéru začal v SK Slavia Praha, kde prošel všemi mládežnickými kategoriemi.

### SK Slavia Praha
Poprvé byl povolán do ligového kádru v květnu 2005. Byl vyhlášen objevem sezony Gambrinus ligy 2005/06. Pravidelně nastupoval v základní sestavě Slavie Praha. V sezonách 2007/08 a 2008/09 získal se Slavií mistrovský titul, má na svém kontě také starty ve skupině Ligy mistrů a Poháru UEFA.

### FK Spartak Moskva
V zimě 2010/11 odešel na hostování s opcí do ruského týmu FK Spartak Moskva. Klub se stal hráčovým prvním zahraničním angažmá. Hned ve druhém zápase si připsal premiérový gól. Nastupoval mj. ve stoperské dvojici s dalším Čechem Martinem Jiránkem. Poté do mužstva přestoupil.

### FC Basilej
V lednu 2014 odešel na hostování do švýcarského klubu FC Basilej (ve smlouvě byla i opce na případný přestup). Debutoval 1. února 2014 proti FC Lausanne-Sport (výhra 3:1). 20. března 2014 v odvetě osmifinále Evropské ligy 2013/14 proti rakouskému týmu FC Red Bull Salzburg byl již v 9. minutě vyloučen, oslabená Basilej dokázala i v deseti hráčích zvítězit 2:1 a postoupit do čtvrtfinále soutěže. Ve stejné sezóně získal s týmem FC Basilej mistrovský titul švýcarské ligy. V červenci 2014 využila Basilej výkupní opci a získala hráče nastálo. S Basilejí se představil v Lize mistrů UEFA 2014/15. V utkání 1. října 2014 proti anglickému Liverpool FC (výhra 1:0) podal kvalitní výkon, díky němuž si vysloužil zařazení do ideální jedenáctky 2. kola základních skupin Ligy mistrů. S týmem se probojoval do osmifinále LM právě na úkor Liverpoolu. V sezóně 2014/15 získal s Basilejí svůj druhý ligový titul ve Švýcarsku, v sezóně 2015/16 třetí a v ročníku 2016/17 čtvrtý.
Smlouva mu v Basileji skončila v létě 2019.

### FC Augsburg
8. července 2019 podepsal Suchý nový kontrakt v bundesligovém FC Augsburg.

## Reprezentační kariéra

### Mládežnické reprezentace
Marek Suchý prošel některými mládežnickými reprezentacemi ČR.
Bilance:
- reprezentace do 16 let: 8 utkání (4 výhry, 1 remíza, 3 prohry), 1 vstřelený gól
- reprezentace do 17 let: 16 utkání (7 výher, 4 remízy, 5 proher), 2 vstřelené góly
- reprezentace do 19 let: 8 utkání (4 výhry, 2 remízy, 2 prohry), 1 vstřelený gól
- reprezentace do 20 let: 10 utkání (2 výhry, 4 remízy, 4 prohry), 0 vstřelených gólů
- reprezentace do 21 let: 23 utkání (14 výher, 3 remízy, 6 proher), 0 vstřelených gólů

#### Mistrovství světa hráčů do 20 let 2007
Byl součástí mládežnického reprezentačního týmu ČR do 20 let, který na Mistrovství světa hráčů do 20 let 2007 konaného v Kanadě získal stříbrné medaile, když ve finále podlehl Argentině 1:2. Marek se zapsal do historie osmifinále proti Japonsku, které skončilo výsledkem 2:2 po prodloužení. V penaltovém rozstřelu svůj pokus proměnil, ČR jej zvládla poměrem 4:3 a postoupila do čtvrtfinále proti Španělsku. Penaltový rozstřel musel určit vítěze i v tomto utkání (1:1 po prodloužení), Marek byl neomylný i při této exekuci, která skončila opět 4:3 ve prospěch ČR. Jako jediný hráč z České republiky byl komisí FIFA vybrán do All stars U20.

#### Mistrovství Evropy hráčů do 21 let 2011
V těžké základní skupině B Mistrovství Evropy hráčů do 21 let v roce 2011 konaném v Dánsku se česká reprezentace střetla postupně s celky Ukrajiny (výhra 2:1), Španělska (prohra 0:2) a Anglie (výhra 2:1), do semifinále postupovaly první dva týmy ze skupin. Marek Suchý nastoupil v základní sestavě ve všech zápasech a odehrál kompletní počet minut.
Semifinále 22. června proti Švýcarsku ČR prohrála po prodloužení 0:1 a stejným výsledkem (avšak v normální hrací době) podlehla 25. června v souboji o 3. místo (a o účast na Letních olympijských hrách v Londýně) Bělorusku. Suchý opět odehrál obě kompletní utkání.

### A-mužstvo
Od roku 2008 je považován za člena širšího kádru seniorské reprezentace, za kterou v roce 2010 odehrál tři zápasy. Debutoval 8. října 2010 v domácím utkání proti Skotsku, v němž český tým zvítězil 1:0. Marek Suchý odehrál celý zápas.
Další utkání v dresu seniorské reprezentace přidal v roce 2012. 14. listopadu 2012 odehrál kompletní přátelský zápas se Slovenskem v Olomouci, český národní tým vyhrál nad Slovenskem 3:0. 6. února 2013 nastoupil v přátelském utkání v Manise proti domácímu Turecku, Česká republika zvítězila 2:0.
31. 3. 2015 v přátelském zápase v Žilině proti domácímu mužstvu Slovenska (porážka 0:1) byl poprvé kapitánem českého týmu.

#### EURO 2012
Trenér Michal Bílek jej zařadil do závěrečné 23členné nominace na EURO 2012 v Polsku a na Ukrajině. Suchý nenastoupil do žádného zápasu českého týmu, který skončil na turnaji ve čtvrtfinále po porážce s Portugalskem.

#### EURO 2016
Trenér Pavel Vrba jej zařadil do závěrečné 23členné nominace na EURO 2016 ve Francii. Český tým v základní skupině D obsadil se ziskem jediného bodu poslední čtvrté místo, Suchý neodehrál žádné utkání.

### Reprezentační zápasy a góly
| Rok    | Zápasy | Góly |
| ------ | ------ | ---- |
| 2007   | 6      | 0    |
| 2008   | 4      | 0    |
| 2009   | 4      | 0    |
| 2010   | 1      | 0    |
| 2011   | 8      | 0    |
| Celkem | 23     | 0    |

| 2010                | 3  | 0 |
| 2012                | 5  | 0 |
| 2013                | 9  | 0 |
| 2014                | 2  | 0 |
| 2015                | 6  | 0 |
| 2016                | 6  | 1 |
| 2017                | 5  | 0 |
| 2018                | 3  | 0 |
| 2019                | 5  | 0 |
| Celkem              | 44 | 1 |
| Platí k 11. 9. 2019 |    |   |

Góly Marka Suchého v A-týmu české reprezentace
| 010                 | 5. 6. 2016 | Eden Aréna, Praha, Česko | Jižní Korea | 01:2 0(45+1.) | 1:2 | přátelský zápas |
| Platí k 9. 10. 2016 |            |                          |             |               |     |                 |